# 粗壮钩丝壳
粗壮钩丝壳（学名：Uncinula salmonii）是属于白粉菌目白粉菌科钩丝壳属的一种真菌，寄生在木樨科植物上。该种分布于中国、日本。